# AIK Fotboll
Allmänna Idrottsklubben Fotboll, AIK Fotboll ali preprosto AIK je švedski nogometni klub iz Stockholma. Ustanovljen je bil 15. februarja 1891 (nogometna sekcija 5 let pozneje) in trenutno igra v Allsvenskan, 1. švedski nogometni ligi.
AIK je eden najuspešnejših švedskih klubov. Domače prvenstvo je osvojil petkrat (1931/32, 1936/37, 1983, 1998, 2009), trinajstkrat pa je bil podprvak (1930–1931, 1934/1935, 1935/1936, 1938/39, 1946/47, 1972, 1974, 1984, 1999, 2006, 2011, 2013, 2016). Osvojil pa je tudi osem naslovov prvaka državnega pokala (1949, 1950, 1975/1976, 1984/1985, 1995/1996, 1996/1997, 1998/1999, 2009) ter prav toliko tudi naslovov podprvaka državnega pokala (1943, 1947, 1968–1969, 1991, 1994/1995, 1999/2000, 2000/2001, 2002). Drugi domači uspehi pa so še enkratni naslov prvaka 2. švedske lige (2005), enkratni naslov prvaka domače t.i. Lige prvakov - Mästerskapsserien (1992) in petkratni naziv podprvaka predhodnika švedske lige (1910, 1914/1915, 1915/1916, 1922/1923, 1923/1924). V evropskih tekmovanjih pa so AIK-ovi največji uspehi uvrstitev v četrtfinale Evropskega pokala pokalnih prvakov v sezoni 1996/97, kjer je bila boljša španska Barcelona (1-3, 1-1); uvrstitev v Ligo prvakov v sezoni 1999/2000, kjer je v skupini s špansko Barcelono, italijansko Fiorentino in angleškim Arsenalom končal kot zadnji (1 remi, 5 porazov); in uvrstitev v Evropsko ligo v sezoni 2012/13, kjer je v skupini z ukrajinskim Dnipro Dnipropetrovskim, italijanskim Napolijem in nizozemskim PSV-jem končal kot zadnji (1 zmaga, 1 remi, 4 porazi).
AIK-ov domači stadion je Friends Arena, ki sprejme 50,622 gledalcev. Barvi dresov sta črna in rumena. Nadimek nogometašev AIK-a je "Gnaget"

## Rivalstvo
Največji rival AIK-a je mestni tekmec Djurgården. Njun derbi se imenuje Tvillingderbyt (Derbi dvojčkov), saj sta oba kluba nastala istega leta, a s tremi tedni razlike. Mestni rival AIK-a je tudi Hammarby. Izven Stockholma pa sta rivala AIK-a Göteborg in Malmö.